# NS5ブレーン
NS5ブレーン(NS5-brane)とは、超弦理論に存在する5次元的に広がった物体である。

## 概要
タイプIIA超弦理論、タイプIIB超弦理論は、その低エネルギー有効理論である10次元超重力理論にNS-NS 2-formと呼ばれる2階反対称テンソル場 {\displaystyle B_{\mu \nu }} と、R-R n-formと呼ばれる n 階反対称テンソル場 {\displaystyle C_{\mu _{1}\cdots \mu _{n}}} が存在する(タイプIIAでは n は奇数、IIBでは偶数のものが存在)。
p次元的に広がったDブレーン(Dpブレーン)が {\displaystyle C_{\mu _{1}\cdots \mu _{p+1}}} の電荷を持ち、元々超弦理論の基本要素として入っていた弦(F-stringと呼ぶこともある)が {\displaystyle B_{\mu \nu }} の電荷を持つのに対し、{\displaystyle B_{\mu \nu }} の磁荷を持つ物体がNS5ブレーンである。
なお、タイプI超弦理論はNS-NS 2-formが存在せず、NS5ブレーンも存在しない。
Dブレーンは、その微視的振る舞いがブレーンに端点を持つ開弦で記述されるのに対し、NS5ブレーンの微視的振る舞いを記述する理論はわかっていない。

## M理論との関係
M理論の低エネルギー有効理論である11次元超重力理論には、3階反対称テンソル {\displaystyle C_{\mu \nu \rho }} が存在する。M理論の基本的自由度を考えられている2次元のメンブレーン(M2ブレーンと呼ぶこともある)は、この {\displaystyle C_{\mu \nu \rho }} の電荷を持っている。超弦理論における {\displaystyle B_{\mu \nu }} と同様に {\displaystyle C_{\mu \nu \rho }} の磁荷を持つ物体を考えることができる。これはM5ブレーンと呼ばれる。
M理論を1次元だけコンパクト化すると、タイプIIA超弦理論が得られるが、コンパクト化した次元にM5ブレーンが巻き付いていないものが、タイプIIA超弦理論におけるNS5ブレーンとなる(巻き付いたものはD4ブレーンとなる)。